# Чурчич, Даница
Даница Чурчич (серб. Danica Ćurčić/Даница Ћурчић; род. 27 августа 1985, Белград, Социалистическая Федеративная Республика Югославия) — датская актриса кино, телевидения и театра, лауреат премий «Роберт» и «Бодиль».

## Биография
Даница Чурчич родилась в 1985 году в Белграде. Когда Данице был один год, семья приехала в Копенгаген, где её отец работал в югославском посольстве. В дальнейшем они решили остаться в Дании в связи с распадом Югославии. Даница получила степень бакалавра в области кино и медиа в Копенгагенском университете. После этого она провела год в актёрской школе в Калифорнии, а затем поступила в Датскую национальную театральную школу, которую закончила в 2012 году.
Чурчич дебютировала в кино в 2011 году. В 2014 году получила премию Shooting Stars Award на Берлинале и снялась в детективном триллере «Мистериум. Охотники на фазанов». За эту роль она была номинирована на крупнейшие датские кинопремии «Роберт» и «Бодиль». В 2015 году была удостоена обеих премий за роль в фильме «Тихое сердце». Номинации на «Бодиль» и «Роберт» ей также принесли главные роли в фильмах «Через воды» (2016) и «Не оставляй меня» (2017). Она также играла в театре и появилась в нескольких телесериалах, таких как «Валландер», «Мост» и «Мгла». В 2019 году исполнила одну из ведущих ролей в фильме «Угоняя лошадей».